# Splényi Ferenc
Miháldi báró Splényi Xavér Ferenc SJ (Ternye, 1731. november 22. – Vác, 1795. december 22.) püspök.

## Életútja
1747. október 31-én Bécsben lépett a jezsuiták közé, Linzben volt novicius. 1750 és 1753 között Győrött tanult filozófiát. 1754-től Pozsonyban tanított, majd a bécsi Pázmáneum növendéke. 1758-ban teológiai doktor, Pesten pappá szentelték. A Pázmáneumban prefektus, majd a bécsi Theresianumban tanár. 1768-ban Lőcsén, majd Nagyszombatban a konviktus kormányzója. A rend eltörlése után 1774-től sümegi apát. 1776. április 18-tól esztergomi kanonok és honti főesperes, 1787. augusztus 10-től váci püspök. VI. Pius pápa 1788. április 3-án erősített meg, 13-án szentelték püspökké Pozsonyban. 1795-ben hunyt el. 

## Műve
- Assertiones ex universo iure canonico. Nagyszombat, 1767